# Unione Sportiva Russi 2000-2001
Questa pagina raccoglie le informazioni riguardanti l 'Unione Sportiva Russi nelle competizioni ufficiali della stagione 2000-2001.

## Rosa
| N. |                   | Ruolo | Calciatore         |  |
| -- | ----------------- | ----- | ------------------ |  |
|    | Italia (bandiera) | A     | Eddy Bosi          |  |
|    | Italia (bandiera) | D     | Fabio Buscaroli    |  |
|    | Italia (bandiera) | A     | Fabio Centofanti   |  |
|    | Italia (bandiera) | C     | Giacomo Ceredi     |  |
|    | Italia (bandiera) | A     | Stefano Cuccù      |  |
|    | Italia (bandiera) | D     | Lorenzo Ferrari    |  |
|    | Italia (bandiera) | C     | Marco Garroni      |  |
|    | Italia (bandiera) | C     | Francesco Giorgini |  |
|    | Italia (bandiera) | D     | Floriano Lasi      |  |
|    | Italia (bandiera) | C     | Omar Lepri         |  |

| N. |                   | Ruolo | Calciatore              |
| -- | ----------------- | ----- | ----------------------- |
|    | Italia (bandiera) | D     | Angelo Liberati         |
|    | Italia (bandiera) | P     | Massimiliano Micheletti |
|    | Italia (bandiera) | C     | Giorgio Minieri         |
|    | Italia (bandiera) | C     | Stefano Papiri          |
|    | Italia (bandiera) | C     | Marco Pezzi             |
|    | Italia (bandiera) | D     | Gianluigi Rebuttini     |
|    | Italia (bandiera) | D     | Gianluca Ricci          |
|    | Italia (bandiera) | A     | Alberto Rondina         |
|    | Italia (bandiera) | C     | Nicola Trentini         |
|    | Italia (bandiera) | D     | Filippo Lualdi          |
|    | Italia (bandiera) | D     | Marco Vergnani          |